# 二塭

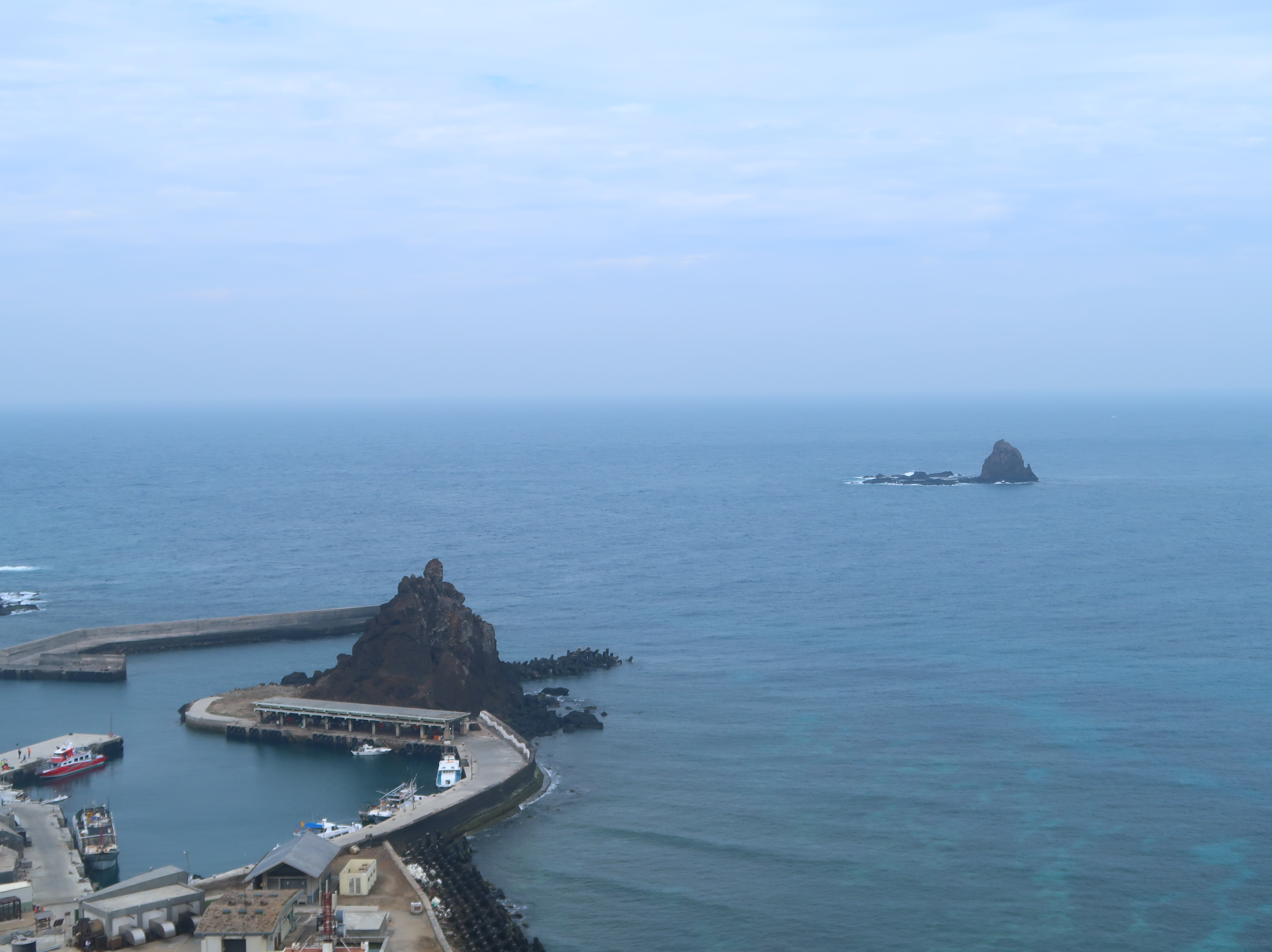
二塭（右後方島嶼）

二塭，又稱利間嶼，為台灣澎湖縣望安鄉東坪村的一個島嶼，面積約0.0028平方公里，澎湖南方四島國家公園範圍內。島嶼位於東嶼坪嶼西方900公尺處，西嶼坪嶼南南西1公里處。